# Coupe de France 1946/47
Het seizoen 1946/47 was het 30e seizoen van de Coupe de France in het voetbal. Het toernooi werd georganiseerd door de Franse voetbalbond.
Dit seizoen namen er 922 clubs aan deel (111 meer dan de record deelname in het vorige seizoen). De competitie ging in de zomer van 1946 van start en eindigde op 11 mei 1947 met de finale in het Stade Olympique Yves-du-Manoir in Colombes. De finale werd gespeeld tussen Lille OSC (voor de derde opeenvolgende keer finalist en als Olympique Lille in 1939 finalist) en RC Strasbourg (voor de tweede keer finalist). De zege ging voor de tweede opeenvolgende keer naar Lille OSC die RC Strasbourg met 2-0 versloeg.

## Uitslagen

### 1/32 finale
De wedstrijden werden op 4 januari 1947 gespeeld, de beslissingswedstrijden op 11 en 15 (Nantes-US Cazères) januari.
| Winnaar               | Uitslag     | Verliezer               |
| --------------------- | ----------- | ----------------------- |
| Lille OSC             | 6-0         | OGC Nice                |
| RC Strasbourg         | 5-0         | RCFC Besançon           |
| Girondins Bordeaux    | 3-0         | US Belfort              |
| AS Charentes          | 3-0         | USA Saint-Aigulin       |
| FC Metz               | 4-0         | SA Douai                |
| Stade Français        | 3-1         | Olympique Saint-Quentin |
| Le Havre AC           | 1-0         | FC Rouen                |
| Stade Reims           | 9-1         | JA Saumur               |
| FC Sochaux            | 8-0         | Drapeau Fougères        |
| AS Cannes-Grasse      | 3-0         | SO Montpellier          |
| Olympique Marseille   | 3-1         | Arago Sport Orléans     |
| Red Star Olympique    | 4-1         | AS Amicale Paris        |
| CO Roubaix-Tourcoing  | 1-0         | Stade Rennes            |
| US Le Mans            | 3-1         | FC Gueugnon             |
| US Valenciennes-Anzin | 2-0         | ES Bully                |
| SCO Angers            | 2-2 nv; 4-1 | VGA Saint-Maur          |

| Winnaar              | Uitslag     | Verliezer            |
| -------------------- | ----------- | -------------------- |
| AS Saint-Étienne     | 9-0         | AS Beauvais-Marissel |
| AS Troyes-Savinienne | 3-1         | Olympique Antibes    |
| SO Mazamet           | 1-0         | FC Annecy            |
| ES Castres           | 3-3 nv; 4-2 | USA Perpignan        |
| Olympique Alès       | 3-0         | Colombes Sports      |
| Chamois Niort FC     | 4-0         | Stade Clermont       |
| SM Caen              | 1-0         | UC Paris             |
| FC Nancy             | 3-1         | AC Amiens            |
| AS Corbeil           | 4-2         | AS Avignon           |
| FC Nantes            | 2-2 nv; 5-2 | US Cazères           |
| SR Colmar            | 2-1         | US Busigny           |
| Lyon OU              | 2-0         | CEP Lorient          |
| Toulouse FC          | 1-0         | RC Paris             |
| RC Lens              | 4-1         | US Vésinet           |
| Olympique Nîmes      | 1-0         | FC Sète              |
| Stade Béthune        | 1-0         | Sporting Toulon      |

### 1/16 finale
De wedstrijden werden op 1 (Girondins-SO Mazamet) en 2 februari 1947 gespeeld, de beslissingswedstrijd op 13 februari.
| Winnaar            | Uitslag     | Verliezer            |
| ------------------ | ----------- | -------------------- |
| Lille OSC          | 3-1         | AS Saint-Étienne     |
| RC Strasbourg      | 3-1         | AS Troyes-Savinienne |
| Girondins Bordeaux | 4-1         | SO Mazamet           |
| AS Charentes       | 3-1         | ES Castres           |
| FC Metz            | 4-3         | Olympique Alès       |
| Stade Français     | 5-2         | Chamois Niort FC     |
| Le Havre AC        | 4-0         | SM Caen              |
| Stade Reims        | 2-2 nv; 3-2 | FC Nancy             |

| Winnaar               | Uitslag | Verliezer       |
| --------------------- | ------- | --------------- |
| FC Sochaux            | 4-3     | AS Corbeil      |
| AS Cannes-Grasse      | 2-0     | FC Nantes       |
| Olympique Marseille   | 4-1     | SR Colmar       |
| Red Star Olympique    | 4-2     | Lyon OU         |
| CO Roubaix-Tourcoing  | 1-0     | Toulouse FC     |
| US Le Mans            | 2-1     | RC Lens         |
| US Valenciennes-Anzin | 2-0     | Olympique Nîmes |
| SCO Angers            | 1-0     | Stade Béthune   |

### 1/8 finale
De wedstrijden werden op 2 maart 1947 gespeeld,
| Winnaar            | Uitslag | Verliezer           |
| ------------------ | ------- | ------------------- |
| Lille OSC          | 5-2     | FC Sochaux          |
| RC Strasbourg      | 5-0     | AS Cannes-Grasse    |
| Girondins Bordeaux | 3-1     | Olympique Marseille |
| AS Charentes       | 3-1     | Red Star Olympique  |

| Winnaar        | Uitslag | Verliezer             |
| -------------- | ------- | --------------------- |
| FC Metz        | 2-1     | CO Roubaix-Tourcoing  |
| Stade Français | 6-1     | US Le Mans            |
| Le Havre AC    | 1-0     | US Valenciennes-Anzin |
| Stade Reims    | 2-1     | SCO Angers            |

### Kwartfinale
De wedstrijden werden op 30 maart 1947 gespeeld.
| Winnaar            | Uitslag | Verliezer      |
| ------------------ | ------- | -------------- |
| Lille OSC          | 3-2     | FC Metz        |
| RC Strasbourg      | 2-1     | Stade Français |
| Girondins Bordeaux | 5-2     | Le Havre AC    |
| AS Charentes       | 2-1     | Stade Reims    |

### Halve finale
De wedstrijden werden op 27 april 1947 gespeeld.
| Winnaar       | Uitslag | Verliezer          |
| ------------- | ------- | ------------------ |
| Lille OSC     | 3-0     | Girondins Bordeaux |
| RC Strasbourg | 6-0     | AS Charentes       |

### Finale
De wedstrijd werd op 11 mei 1947 gespeeld in het Stade Olympique Yves-du-Manoir in Colombes voor 59.852 toeschouwers. De wedstrijd stond onder leiding van scheidsrechter René Tranchon.
| Winnaar                                 | Uitslag | Finalist      |
| --------------------------------------- | ------- | ------------- |
| Lille OSC                               | 2-0     | RC Strasbourg |
| Roger Vandooren 1' Joseph Lang e.d. 66' |         |               |

1917/18 · 1918/19 · 1919/20 · 1920/21 · 1921/22 · 1922/23 · 1923/24 · 1924/25 · 1925/26 · 1926/27 · 1927/28 · 1928/29 · 1929/30 · 1930/31 · 1931/32 · 1932/33 · 1933/34 · 1934/35 · 1935/36 · 1936/37 · 1937/38 · 1938/39 · 1939/40 · 1940/41 · 1941/42 · 1942/43 · 1943/44 · 1944/45 · 1945/46 · 1946/47 · 1947/48 · 1948/49 · 1949/50 · 1950/51 · 1951/52 · 1952/53 · 1953/54 · 1954/55 · 1955/56 · 1956/57 · 1957/58 · 1958/59 · 1959/60 · 1960/61 · 1961/62 · 1962/63 · 1963/64 · 1964/65 · 1965/66 · 1966/67 · 1967/68 · 1968/69 · 1969/70 · 1970/71 · 1971/72 · 1972/73 · 1973/74 · 1974/75 · 1975/76 · 1976/77 · 1977/78 · 1978/79 · 1979/80 · 1980/81 · 1981/82 · 1982/83 · 1983/84 · 1984/85 · 1985/86 · 1986/87 · 1987/88 · 1988/89 · 1989/90 · 1990/91 · 1991/92 · 1992/93 · 1993/94 · 1994/95 · 1995/96 · 1996/97 · 1997/98 · 1998/99 · 1999/00 · 2000/01 · 2001/02 · 2002/03 · 2003/04 · 2004/05 · 2005/06 · 2006/07 · 2007/08 · 2008/09 · 2009/10 · 2010/11 · 2011/12 · 2012/13 · 2013/14 · 2014/15 · 2015/16 · 2016/17 · 2017/18 · 2018/19 · 2019/20 · 2020/21 · 
2021/22 · 2022/23 · 2023/24 · 2024/25 ·